# Czerniawszczyzna (obwód miński)
Czerniawszczyzna (biał. Чарняўшчына, ros. Чернявщина) – wieś na Białorusi, w obwodzie mińskim, w rejonie mińskim, w sielsowiecie Pietryszki.